# فرجة هلالية
الفرجة الهلالية (بالإنجليزية: Hiatus semilunaris) عبارة عن ثلم هلالي الشكل في الجدار الوحشي للصماخ الأوسط للأنف.

## الحدود
يحد هذا الثلم في الأمام والأسفل الحافة المقعرة للناتئ الشصي للعظم الغربالي، في حين يحده في الأعلى والخلف كل من الفقاعة الغربالية والناتئ الغربالي للمحارة الأنفية السفلية.

## الفتحات
يوجد في الثلث الخلفي للفرجة الهلالية فتحة الجيب الفكي العلوي، ويوجد في الثلث الأمامي فتحة القمع الغربالي الذي ينزح الخلايا الغربالية الأمامية كما يصل له القناة الجبهية الأنفية.